# عبد الله فنيش
عبد الله فينيش (توفي سنة 1695)، اسمه الكامل الحاج عبد الله بن الحاج محمد فنيش، ويُلقّب أيضا بالرايس فنيش، كان أحد قراصنة سلا، وباشا سلا في عهد مولاي إسماعيل.

## مسيرته
ينتمي إلى عائلة سلاوية كبيرة من أصل أندلسي، كان عبد الله فنيش أولا يعمل في السرج، قبل أن يصبح بحارا.
في سبتمبر 1691، استولى الرايس فنيش بصحبة عبد الله بن عائشة في جزر الكناري على أربع سفن: واحدة فرنسية وواحدة من جنوة، واثنتين من إنجلترا. بعد هذه العملية أصبح الذراع الأيمن (نائب الأميرال) للأدميرال بن عائشة. ·  في العام نفسه، استولى على قارب إنجليزي كان ذاهبًا إلى جزيرة ماديرا لتحميل النبيذ.
في عام 1693، تولى قيادة سفينة من 18 بندقية استولى بها على سفينة فرنسية بالقرب من جزر الأزور. في عام 1694، قام بتركيب سفينة مكونة من 18 مدفعًا و 150 من أفراد الطاقم، وفرض حصارًا خجولًا إلى حد ما على السرب البرتغالي وعاد إلى سلا، مستهزئًا بالبرتغاليين، حيث «كان يضحك على مرأى من البرتغالين».
ثم في عام 1695، تم تعيين رفيقه الحالي عبد الله بن عائشة سفيراً لبلاط فرنسا، لدى لويس الرابع عشر، وكان الرئيس فينيش عضوًا في السفارة. كان ذلك العام آخر نجاح له. استقل سفينة برتغالية في ساو ميغيل، وغرق مع جميع طاقمه في ساو ميغيل.